# Borsania mendozina
Borsania mendozina là một loài bướm đêm trong họ Noctuidae.